# 凯思琳·李·吉福德

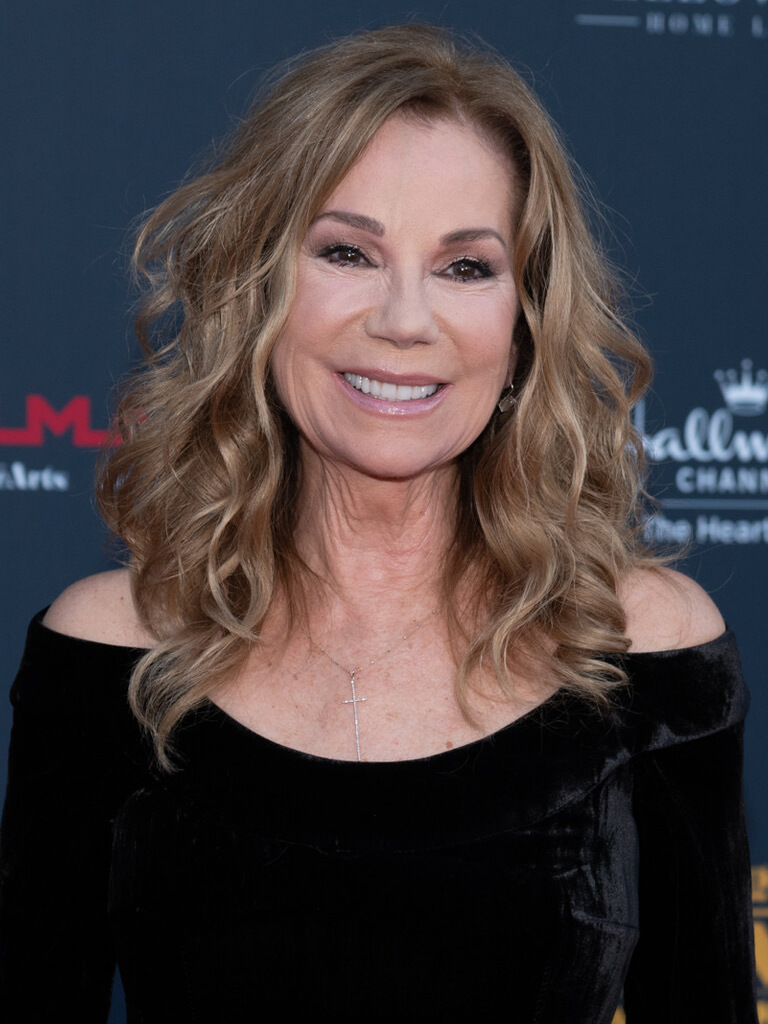
凯思琳·李·吉福德

凯思琳·李·吉福德 (Kathryn Lee Gifford，1953年8月16日—) 是美国电视节目主持人、歌手、词曲作者、演员和作家。她曾與2008年至2019年間與他人合作主持今天，并于2010年赢得日間時段艾美獎。